# Pterichis
Pterichis é um género botânico pertencente à família das orquídeas (Orchidaceae).

## Espécies
1. Pterichis acuminata Schltr., Repert. Spec. Nov. Regni Veg. Beih. 7: 56 (1920).
2. Pterichis bangii Rolfe, Bull. New York Bot. Gard. 4: 448 (1907).
3. Pterichis boliviana Schltr., Repert. Spec. Nov. Regni Veg. 9: 436 (1911).
4. Pterichis colombiana G.Morales, Orquideologia 16: 72 (1986).
5. Pterichis fernandezii G.Morales, Orquideologia 16: 74 (1986).
6. Pterichis galeata Lindl., Gen. Sp. Orchid. Pl.: 445 (1840).
7. Pterichis habenarioides (F.Lehm. & Kraenzl.) Schltr., Repert. Spec. Nov. Regni Veg. Beih. 7: 214 (1920).
8. Pterichis latifolia Garay & Dunst., Venez. Orchids Ill. 6: 384 (1976).
9. Pterichis leucoptera Schltr., Repert. Spec. Nov. Regni Veg. Beih. 9: 54 (1921).
10. Pterichis macroptera Schltr., Repert. Spec. Nov. Regni Veg. Beih. 9: 55 (1921).
11. Pterichis mandonii (Rchb.f.) Rolfe, Bull. New York Bot. Gard. 4: 449 (1907).
12. Pterichis multiflora (Lindl.) Schltr., Bot. Jahrb. Syst. 45: 389 (1911).
13. Pterichis parvifolia (Lindl.) Schltr., Bot. Jahrb. Syst. 45: 389 (1911).
14. Pterichis pauciflora Schltr., Repert. Spec. Nov. Regni Veg. Beih. 8: 41 (1921).
15. Pterichis proctori Garay, Occas. Pap. Mus. Inst. Jam. 10: 2 (1954).
16. Pterichis saxicola Schltr., Repert. Spec. Nov. Regni Veg. 12: 482 (1913).
17. Pterichis silvestris Schltr., Repert. Spec. Nov. Regni Veg. 10: 446 (1912).
18. Pterichis triloba (Lindl.) Schltr., Bot. Jahrb. Syst. 45: 389 (1911).
19. Pterichis weberbaueriana Kraenzl., Bot. Jahrb. Syst. 37: 391 (1906).
20. Pterichis yungasensis Schltr., Repert. Spec. Nov. Regni Veg. Beih. 10: 37 (1922).